# 波塔 (征服者)
波塔（英語：Vica Pota）古罗马神话神祇之一。它作为古罗马人所崇拜与供奉的众多神祇之一发挥影响并产生作用，亦出现于古罗马学者的相关著述。具有重要地影响与积极意义。